# Alnö Idrottsförening
O Alnö Idrottsforening, ou simplesmente Alnö IF, é um clube de futebol da Suécia fundado em 24 de abril de 1924. Sua sede fica localizada em Alnön.